# Kurt Eckstein

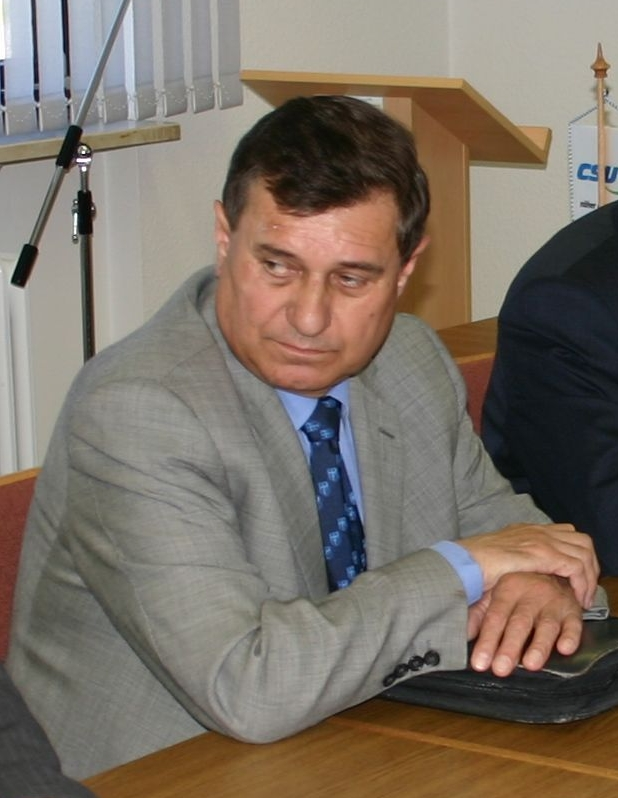
Kurt Eckstein

Kurt Eckstein (* 12. März 1947 in Hegnenberg bei Altdorf) ist ein deutscher Politiker. Von 1990 bis 2013 gehörte er als Abgeordneter der CSU dem Bayerischen Landtag an. Als Vertreter des Landtags war er langjähriges Mitglied des Rundfunkrats des Bayerischen Rundfunks.

## Leben
Eckstein besuchte nach der Volksschule und der Berufsschule eine landwirtschaftliche Fachschule. Nach einem Praktikum auf einem Bauernhof in Unterfranken übernahm er 1972 den Hof seiner Eltern. 1973 absolvierte er die landwirtschaftliche Meisterprüfung. Parallel dazu betreute er als nebenamtlicher Berufsschullehrer einige Jahre Agrarwirtschaftsschüler während ihres Berufsgrundbildungsjahres.

## Politische Laufbahn
Sein politisches Engagement begann Eckstein als Jugendlicher. Ab seinem 16. Lebensjahr war er in der Bayerischen Jungbauernschaft, im Kreisjugendring und in der Jungen Union in der Jugendarbeit tätig. 1972 übernahm er im Gemeinderat seines Heimatortes erstmals ein politisches Mandat. Nach der Eingemeindung gehörte er ab 1978 dem Stadtrat von Altdorf b.Nürnberg an. Von 1986 bis 1990 war er zudem Mitglied des Bezirkstages von Mittelfranken. Schließlich zog er bei der Landtagswahl am 14. Oktober 1990 als Direktkandidat im Stimmkreis Nürnberger Land (Wahlkreis Mittelfranken) in den Bayerischen Landtag ein. Seinen Stimmkreis verteidigte er bei den Wahlen 1994, 1998, 2003 und 2008. 2013 schied er aus Altersgründen aus der aktiven Landespolitik aus. Sein Nachfolger als direkt gewählter Abgeordneter des Stimmkreises ist Norbert Dünkel (CSU).
Im Landtag war Eckstein zunächst mit Fragen der Landwirtschaft und Landesentwicklung beschäftigt. Seit 1994 war er Mitglied im Ausschuss für Staatshaushalt und Finanzfragen. Zudem war er Kassenprüfer der CSU-Fraktion.

## Auszeichnungen
- 2006: Bayerische Verfassungsmedaille in Silber
- 2007: Bayerischer Verdienstorden